# Piotr Bizoń
Piotr Bizoń (ur. 20 marca 1956 w Krakowie) – polski fizyk teoretyk, członek korespondent Polskiej Akademii Nauk, mistrz Polski w brydżu sportowym.

## Życiorys

### Kariera naukowa
W 1980 ukończył studia w zakresie fizyki na Wydziale Fizyki i Matematyki Uniwersytetu Jagiellońskiego, następnie podjął pracę na macierzystej uczelni, w Instytucie Fizyki. W 1985 obronił pracę doktorską Global conserved charge in theories with long-range fields napisaną pod kierunkiem Andrzeja Staruszkiewicza, w 1995 habilitował się na podstawie pracy Gravitating solitons and hairy black holes. W 2006 otrzymał tytuł profesora. W swoich pracach zajmuje się m.in. ogólną teorią względności.
W 2013 został członkiem korespondentem Polskiej Akademii Nauk
W 1999 otrzymał razem z Tadeuszem Chmajem Nagrodę im. Mariana Mięsowicza za pracę Critical Behavior in Gravitational Collapse of a Yang-Mills Field, w 2015 Nagrodę im. Mikołaja Kopernika za pracę Weakly Turbulent Instability of Anti-de-Sitter Space Time oraz Humboldt Research Award.

### Kariera sportowa
Osiągał sukcesy jako brydżysta. W 1980 został drużynowym mistrzem Polski juniorów, w 1990 drużynowym mistrzem Polski seniorów w barwach Wisły Kraków, w 2001 mistrzem Polski par open (z Dariuszem Kowalskim). Jest arcymistrzem międzynarodowym (PZBS), posiada także tytuł World Senior Master. Reprezentował Polskę na drużynowych mistrzostwach Europy w 1987 (4 miejsce) i 2002 (6 miejsce), otwartych mistrzostwach Europy w 2003 (33 miejsce w turnieju drużynowym open, 96 miejsce w turnieju drużynowym mix, 79 miejsce w turnieju mikstów - z Ewą Miszewską, 35 miejsce w turnieju par - z Dariuszem Kowalskim), 2005 (52 miejsce w turnieju drużynowym open, 10 miejsce w turnieju par - z Michałem Kwietniem) i 2017 (47 miejsce w turnieju drużynowym open, 86 miejsce w turnieju par - z Dariuszem Kowalskim), otwartych mistrzostwach świata w 2002 (9 miejsce w turnieju drużynowym, 7 miejsce w turnieju par - z Dariuszem Kowalskim) i 2006 (99 miejsce w turnieju par - z Michałem Kwietniem), mistrzostwach Europy par open w 1987 (68 miejsce - z Andrzejem Wilkoszem).